# James Penrice
James Penrice (Livingston, 22 dicembre 1998) è un calciatore scozzese, difensore dell'AEK Atene.

## Carriera
Cresciuto nelle giovanili del Partick Thistle, esordisce in prima squadra nel 2016 nel campionato di Scottish Premiership. Dopo alcune stagioni passate in prestito a East Fife e Livingston trova continuità nel Partick Thistle, collezionando un totale di 114 presenze e tre reti.

## Palmarès

### Club

#### Competizioni nazionali
- Scottish League One: 1

Partick Thistle: 2020-2021